# Архимандрит Макарије (Петровић)
Макарије (световно Марко Петровић, Темишвар, 1734 —  24. децембар Твер, 1766) је био српски филозоф, теолог, проповедник и архимандрит Жолтиковског манастира.

## Биографија
Марко Петровић је рођен 1734. године у Темишвару, у српској свештеничкој породици, тадашња Хабзбуршка монархија. Основно образовање је завршио у свом родног граду, да би по препорпуци епископа Висариона 1751. наставио студије на Кијевској духовној академији. Петровић 1753. године одлази у Москву где завршава студије реторике, филозофије и теологије на Славјано-грчко-латинској академији. Он се 1758. године замонашује у Заиконоспанском манастиру у Москви и добија духовно име Макарије. Исте године постаје наставник реторике, а од 1759. проповедник на Московској духовној академији. Од 1. септембра 1761. до 1. јануара 1764. био је префект и предавач филозофије на Московској духовној академији. Због слабог здравља 1764. напушта место префекта и одлази у Твер код свог пријатеља епископа тверског Гаврила. Тамо је рукоположен за архимандрита Жолтиковског манастира и постаје ректор и предавач теологије на Тверској богословији. У октобру 1765. оболева од плућне туберкулозе и умире 24. децембра 1765. године. Сахрањен је у Жолтиковском манастиру.
Важио је за једног од највећих проповедника свога времена, његови говори су постали узор руског проповедништва. Био је први који је написао уџбеник логике на руском језику Теоријска логика, прикупљена од различитих аутора и поређана сличним редоследом. Како је сам Макарије писао, при састављању књиге није следио ниједног од претходних аутора уџбеника логике, већ је узимао из књига оно што је сматрао вредним. Тако његов уџбеник представља и аристотелску и волфску логику, али никад није био објављен. После смрти објављени су неки његови радови, Систем теологије на руском и латинском језику у Петрограду, доживео је више издања, а за књигу је речено: „Логичним распоредом, јасноћом мисли и силином доказа, ова књига се уздигла изнад осталих свога доба”. У Москви су 1798. објављени његови радови Житије и страдања Светог блаженопочившег кнеза Михаила Јарославича Тверског и Житије Светог Арсенија, владике тверског и чудотворца. Радови Православна поука и Проповеди су делимично објављени 1790. године у виду Сабраних дела, а други део његове заоставштине је остао у рукописима.